# معسكر أشعة إكس
معسكر أشعة إكس (بالإنجليزية: Camp X-Ray) هو فيلم دراما أمريكي من إخراج وتأليف بيتر ساتلر وبطولة كريستين ستيوارت، بيمان المعادي، جون كارول لينتش، لين غاريسون وجوزيف جوليان سوريا، صدر الفيلم في الولايات المتحدة في 17 أكتوبر 2014.